# Ezio Garibaldi
 (Riofreddo, 2 gennaio 1894 – Roma, 16 settembre 1969) è stato un politico e militare italiano figlio di Ricciotti Garibaldi e nipote di Giuseppe Garibaldi.

## Biografia
Ultimo figlio maschio di Ricciotti Garibaldi (1847-1924) e dell'inglese Harriet Constance Hopcraft (1853-1941) – prima di lui erano nati Rosa, Italia, Giuseppe, Ricciotti, Menotti, Sante e Bruno, Costante, dopo di lui Giuseppina –, nacque a Riofreddo, località situata a una sessantina di chilometri da Roma. Nel 1911 si iscrisse all'istituto industriale di Fermo, interrompendo gli studi per raggiungere la Legione garibaldina in Grecia nel 1912. 

### Volontario in Francia
Rientrato a Fermo per conseguire il diploma, allo scoppio della prima guerra mondiale raggiunse la Francia per combattere prima nelle Argonne (dove morirono i fratelli Bruno e Costante) come sottufficiale della Legione garibaldina (1914-1915) inquadrata nella Legione straniera francese, poi, dalla primavera del 1915, sul fronte italiano nel Regio esercito con gli Alpini dove raggiunse il grado di capitano. Il 13 luglio 1915 fu affiliato come Maestro massone alla Loggia "Francesco Guardabassi" di Perugia. Sul Col di Lana, il 26 ottobre 1916 una pallottola gli trafisse la gola, ma riuscì a salvarsi.
Nell'aprile 1917, a Nizza, durante una cerimonia cittadina con cui si voleva esprimere agli Stati Uniti la gratitudine per l'intervento nel conflitto, Ezio conobbe Hope (Speranza) Mac Michael, una giovane americana discendente da una delle più importanti famiglie di Filadelfia, rimasta presto orfana e crocerossina sulla Costa Azzurra. I due si sposeranno a Washington il 16 aprile 1921 e a Lugano, nel 1937, daranno alla luce la loro unica figlia Anita.
Nuovamente ferito alla fine del 1918, fu definitivamente congedato e insignito della medaglia d'argento al valor militare. Prima della guerra aveva conosciuto Benito Mussolini collaborando all'Avanti!. Dopo il conflitto entrò come collaboratore al Popolo d'Italia, riprendendo a frequentare colui che fonderà di lì a poco il movimento dei Fasci italiani di combattimento. Garibaldi andò via via allontanandosi dal socialismo abbracciato negli anni che precedettero l'evento bellico, considerandolo inadeguato ad assolvere le esigenze di un paese bisognoso di ritrovare un ordine sociale e politico.
In seguito, Ezio si stabilì con la moglie a Città del Messico, nominato rappresentante della società americana Baldwin Locomotive Works. A causa di un incidente domestico Hope, al sesto mese di gravidanza, perse il bambino e rischiò la vita. Quando fu fuori pericolo, gli sposi trascorsero qualche mese a Guanajuato, a nord della capitale.

### Durante il fascismo
In Italia Mussolini formava l'anno successivo il governo, ed Ezio riceveva oltre oceano le notizie che riguardavano i rivolgimenti politici nella madrepatria. Alla fine del 1922 ricevette da Mussolini l'incarico di "inviato straordinario", con il grado di ministro plenipotenziario. Il lavoro che doveva svolgere atteneva all'ambito tecnico-commerciale, in cui Ezio vantava buone competenze.
Nell'aprile 1924 ritornò in Italia, prendendo casa a Roma. Turbato dall'omicidio Matteotti, chiese, ottenendola, una nuova missione in Perù. Dovette però rinunciarvi, perché prima della partenza fu colto da una bronchite, aggravata dal vizio del fumo e dagli spostamenti della trachea. Passò quindi un periodo a Riofreddo, dove nel frattempo era mancato il padre, impegnandosi nella politica locale. Fu eletto sindaco, una carica poi tramutata in quella di podestà.
Di nuovo nella capitale, i coniugi andarono ad abitare al numero uno di via Toscana, nei pressi di Villa Borghese. Garibaldi si prodigò per realizzare un progetto vagheggiato da tempo, quello di acquisire una tipografia, dando vita a un giornale che diffondesse la tradizione garibaldina. Con l'aiuto della moglie, che stanziò un terzo della somma necessaria, Ezio riuscì a procurarsi i macchinari. Il primo numero del mensile, Camicia rossa, uscì il 12 luglio 1925. La rivista ebbe una vita lunga, resistendo per tutto il ventennio fascista , esprimendo un messaggio politico equidistante dal comunismo e dal capitalismo più disumano (tematica cara al Fascismo desideroso di presentarsi come "terza via" tra capitalismo e marxismo) e vagheggiando uno stato moderno e una società più giusta.
Nel 1927 divenne console generale della Milizia.

### Deputato del Regno

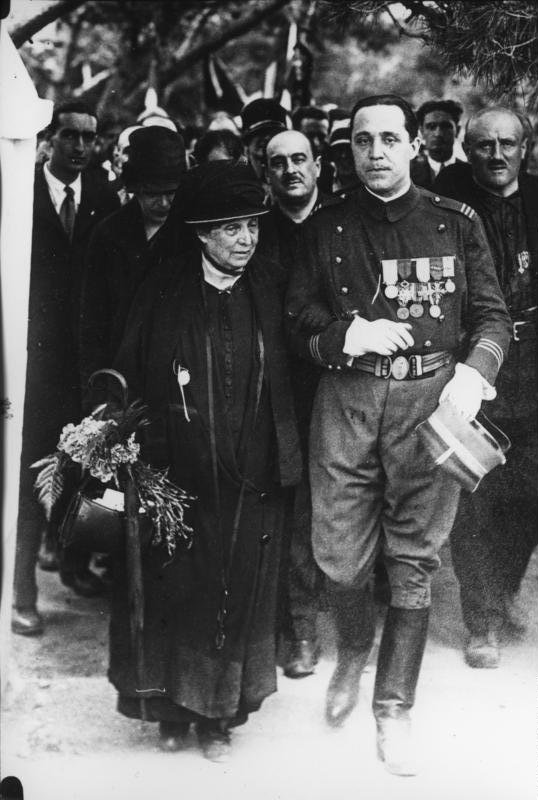
Ezio Garibaldi con la madre

Ezio Garibaldi fu eletto deputato nel listone fascista nel 1929 e rieletto nel 1934. Presidente della FNVG (Federazione Nazionale Volontari Garibaldini), aderì ufficialmente al Partito Nazionale Fascista, rompendo le relazioni con suo fratello Sante, emigrato in Francia, che aveva costituito alcune associazioni garibaldine di ispirazione antifascista nel paese transalpino.
Subito dopo l'inizio della seconda guerra mondiale Ezio Garibaldi sostenne vigorosamente i Gruppi d'Azione Nizzarda (G.A.N.), fautori della riunificazione di Nizza al Regno d'Italia. Condannò sin dal principio il nazismo ed apprese con disgusto la promulgazione delle leggi razziali.
Nonostante questo, divenne nel 1939 consigliere nazionale della Camera dei Fasci e delle Corporazioni. Dopo l'8 settembre 1943 si ritirò completamente dalla vita politica, ma nel 1944 fu preso prigioniero dall'esercito Alleato ed internato nel campo di concentramento di Padula. Nel 1949 con Arturo Labriola costituì la massoneria di palazzo Brancaccio di rito scozzese antico ed accettato.
Nel 1958 fu candidato alla Camera a Roma nel Partito Monarchico Popolare, ma non fu eletto. Continuò nel dopoguerra a mantenere viva l'epopea del nonno, riprendendo a fine anni Venti il progetto del monumento equestre dedicato ad Anita da porre sul Gianicolo. Più tardi si risposò con Erika Knopp von Kirchwald e con lei concepì Vittoria e Giuseppe. Morì a Roma, nel 1969, a 75 anni d'età.

## Opere
- Fascismo garibaldino, Edizioni di Camicia rossa, Roma, 1928